# (2117) Danmark
(2117) Danmark est un astéroïde de la ceinture principale.

## Désignation et nom
L'astéroïde est nommé d'après le Danemark (Danmark en danois), le pays d'origine du découvreur.

## Description
(2117) Danmark est un astéroïde de la ceinture principale. Il fut découvert le 9 janvier 1978 à La Silla par Richard M. West. Il présente une orbite caractérisée par un demi-grand axe de 2,87 UA, une excentricité de 0,07 et une inclinaison de 2,9° par rapport à l'écliptique.

## Compléments